# Jeuxvideo.com
Jeuxvideo.com (Jeux Vidéo, pronunciado /ʒø video/) es un sitio web francés de videojuegos fundado en 1997. 

## Historia
El sitio web remonta su historia a una colección de pistas de videojuegos en Minitel, un precursor de la World Wide Web, y fue fundado por Sébastien Pissavy mientras estaba en el servicio militar en 1995. A medida que su trabajo se hizo más popular, lo trasladó a un sitio web, Jeuxvideo.com, en 1997. Gameloft compró una participación del 80% del sitio en 2000, aunque Pissavy lo dirigió de forma independiente hasta su salida en 2012. HiMedia compró el sitio en 2006 y lo vendió en 2014 a Webedia por 90 millones de euros. Posteriormente, Webedia trasladó las oficinas a París, lo que provocó que varios miembros del personal se fueran. En agosto de 2015, el sitio fue hackeado; los administradores dijeron que no se filtró información privada, pero aun así aconsejaron a los usuarios que cambiaran sus contraseñas.

## Foros
Los foros de Jeuxvideo.com le han causado controversia y problemas legales. Los foros a menudo se comparan en espíritu a 4chan y tienen pocas reglas. L'Obs y Le Monde han criticado los foros por su odio e intolerancia. Los carteles del foro también han descubierto controversias, como hacer reclamos de plagio contra usuarios populares de YouTube.